# Paulo Rosário
Paulo Rosário (21 de abril de 1994) es un deportista de Portugal que compite en atletismo. Ganó una medalla de plata en el Campeonato Europeo de Atletismo por Equipos de 2019, en la prueba de 1500 m.